# Metro 2035
Metro 2035 (ros. Метро 2035) – powieść postapokaliptyczna autorstwa rosyjskiego pisarza Dmitrija Głuchowskiego, ostatnia część trylogii Metro 2033. Książka nawiązuje do wydarzeń z gry komputerowej Metro: Last Light i kontynuuje losy bohaterów z dwóch poprzednich części trylogii. Jest jednak niezależnym tytułem, którego lekturę, zgodnie z zapewnieniami autora, można rozpocząć bez znajomości wcześniejszych pozycji cyklu.